# Запеканка
Запека́нка — блюдо, приготавливаемое из пюреобразных продуктов и связывающего компонента (например, творог — яйцо). Запекают на противне в духовке или на сковороде. Перед запеканием блюдо смазывают сверху маслом и взбитым яйцом для поверхностной корочки.
- Творожная
- Картофельная
- Капустная
- Сырная
- Макаронник
- Лапшевник

Различные популярные европейские блюда, например, такие как лазанья или пудинг, также фактически являются запеканками. Творожная запеканка с кашей в русской кухне называется крупеником.